# Papalotla, Quimixtlán
Papalotla är en ort i Mexiko.   Den ligger i kommunen Quimixtlán och delstaten Puebla, i den sydöstra delen av landet, 210 km öster om huvudstaden Mexico City. Papalotla ligger 2 432 meter över havet och antalet invånare är 713.
Terrängen runt Papalotla är varierad, och sluttar österut. Runt Papalotla är det ganska glesbefolkat, med 36 invånare per kvadratkilometer. Närmaste större samhälle är Huatusco de Chicuellar, 19,5 km öster om Papalotla. I omgivningarna runt Papalotla växer huvudsakligen savannskog.